# Olive Branch
La ville américaine d’Olive Branch est située dans le comté de DeSoto, dans l’État du Mississippi. Lors du recensement de 2000, sa population s’élevait à 21 054 habitants.

## Source
- (en) Cet article est partiellement ou en totalité issu de l’article de Wikipédia en anglais intitulé « Olive Branch, Mississippi » (voir la liste des auteurs).